# Live at the BBC (musikalbum av The Beatles)
Live at the BBC är ett samlingsalbum med uppträdanden av The Beatles som ursprungligen sändes på radioprogrammet BBC Light Programme från 1963 till 1965. Albumet släpptes 1994. Monoalbumet finns i flera format, men oftast som en två cd-uppsättning består av 56 låtar och 13 spår av dialog. 30 av låtarna hade aldrig tidigare utgetts av The Beatles. Det här var första släppet av bandets tidigare outgivna inspelningar sedan The Beatles at the Hollywood Bowl 1977 och det första som innehåller tidigare outgivna låtar sedan Let It Be 1970. 
Trots att låtarna spelades in innan sändning, vilket medgett omtagningar och ibland overdubbing, är de i huvudsak "live i studio"-föreställningar. De flesta låtarna är covers av material från slutet av 1950-talet och början av 1960, vilket speglar den fas som de utvecklades innan Beatlemania. Innan albumets release hade omfattande samlingar av The Beatles BBC-uppträdanden varit tillgängliga på bootlegs.

## Låtlista

### 1994-års version
- Pratspår är markerade i kursiv text.

| 1.  | "Beatle Greetings" (The Public Ear, 3 november 1963)                               |                                                     |                              | 0:14 |
| 2.  | "From Us to You" (From Us to You, 30 mars 1964)                                    | John Lennon, Paul McCartney                         | John Lennon, Paul McCartney  | 0:27 |
| 3.  | "Riding on a Bus" (Top Gear, 26 november 1964)                                     |                                                     |                              | 0:54 |
| 4.  | "I Got a Woman" (Pop Go the Beatles, 13 augusti 1963)                              | Ray Charles, Renald Richard                         | John Lennon                  | 2:48 |
| 5.  | "Too Much Monkey Business" (Pop Go the Beatles, 10 september 1963)                 | Chuck Berry                                         | John Lennon                  | 2:06 |
| 6.  | "Keep Your Hands off My Baby" (Saturday Club, 26 januari 1963)                     | Gerry Goffin, Carole King                           | John Lennon                  | 2:30 |
| 7.  | "I'll Be on My Way" (Side by Side, 24 juni 1963)                                   | John Lennon, Paul McCartney                         | John Lennon, Paul McCartney  | 1:58 |
| 8.  | "Young Blood" (Pop Go the Beatles, 11 juni 1963)                                   | Jerry Leiber, Mike Stoller, Doc Pomus               | George Harrison              | 1:57 |
| 9.  | "A Shot of Rhythm and Blues" (Pop Go the Beatles, 27 augusti 1963)                 | Terry Thompson                                      | John Lennon                  | 2:15 |
| 10. | "Sure to Fall (in Love with You)" (Pop Go the Beatles, 18 juni 1963)               | Carl Perkins, Quinton Claunch, Bill Cantrell        | John Lennon, Paul McCartney  | 2:08 |
| 11. | "Some Other Guy" (East Beat, 23 juni 1963)                                         | Jerry Leiber, Mike Stoller, Richard Barrett         | John Lennon, Paul McCartney  | 2:01 |
| 12. | "Thank You Girl" (Easy Beat, 23 juni 1963)                                         | John Lennon, Paul McCartney                         | John Lennon, Paul McCartney  | 2:01 |
| 13. | "Sha La La La La!" (Pop Go the Beatles, 11 juni 1963)                              |                                                     |                              | 0:28 |
| 14. | "Baby It's You" (Pop Go the Beatles, 11 juni 1963)                                 | Mack David, Burt Bacharach, Barney Williams         | John Lennon                  | 2:44 |
| 15. | "That's All Right (Mama)" (Pop Go the Beatles, 16 juli 1963)                       | Arthur Crudup                                       | Paul McCartney               | 2:54 |
| 16. | "Carol" (Pop Go the Beatles, 16 juli 1963)                                         | Chuck Berry                                         | John Lennon                  | 2:35 |
| 17. | "Soldier of Love" (Pop Go the Beatles, 16 juli 1963)                               | Buzz Cason, Tony Moon                               | John Lennon                  | 2:00 |
| 18. | "A Little Rhyme" (Pop Go the Beatles, 16 juli 1963)                                |                                                     |                              | 0:26 |
| 19. | "Clarabella" (Pop Go the Beatles, 16 juli 1963)                                    | Frank Pingatore                                     | Paul McCartney               | 2:39 |
| 20. | "I'm Gonna Sit Right Down and Cry (Over You)" (Pop Go the Beatles, 6 augusti 1963) | Joe Thomas, Howard Biggs                            | John Lennon, Paul McCartney  | 2:01 |
| 21. | "Crying, Waiting, Hoping" (Pop Go the Beatles, 6 augusti 1963)                     | Buddy Holly                                         | George Harrison              | 2:09 |
| 22. | "Dear Wack!" (Saturday Club, 24 augusti 1963)                                      |                                                     |                              | 0:42 |
| 23. | "You've Really Got a Hold on Me" (Saturday Club, 24 augusti 1963)                  | Smokey Robinson                                     | John Lennon, George Harrison | 2:37 |
| 24. | "To Know Her Is to Love Her" (Pop Go the Beatles, 6 augusti 1963)                  | Phil Spector                                        | John Lennon                  | 2:49 |
| 25. | "A Taste of Honey" (Pop Go the Beatles, 23 juli 1963)                              | Bobby Scott, Ric Marlow                             | Paul McCartney               | 1:57 |
| 26. | "Long Tall Sally" (Pop Go the Beatles, 13 augusti 1963)                            | Richard Penniman, Robert Blackwell, Enotris Johnson | Paul McCartney               | 1:53 |
| 27. | "I Saw Her Standing There" (Easy Beat, 20 oktober 1963)                            | John Lennon, Paul McCartney                         | Paul McCartney               | 2:32 |
| 28. | "The Honeymoon Song" (Pop Go the Beatles, 6 augusti 1963)                          | Mikis Theodorakis, William Sansom                   | Paul McCartney               | 1:39 |
| 29. | "Johnny B. Goode" (Saturday Club, 15 februari 1964)                                | Chuck Berry                                         | John Lennon                  | 2:51 |
| 30. | "Memphis, Tennessee" (Pop Go the Beatles, 30 juli 1963)                            | Chuck Berry                                         | John Lennon                  | 2:13 |
| 31. | "Lucille" (Saturday Club, 5 oktober 1963)                                          | Albert Collins, Richard Penniman                    | Paul McCartney               | 1:49 |
| 32. | "Can't Buy Me Love" (From Us to You, 30 mars 1964)                                 | John Lennon, Paul McCartney                         | Paul McCartney               | 2:06 |
| 33. | "From Fluff to You" (From Us to You, 30 mars 1964)                                 |                                                     |                              | 0:28 |
| 34. | "Till There Was You" (From Us to You, 30 mars 1964)                                | Meredith Willson                                    | Paul McCartney               | 2:13 |

| 1.           | "Crinsk Dee Night" (Top Gear, 16 juli 1964)                                       |                                                              |                                 | 1:05    |
| 2.           | "A Hard Day's Night" (Top Gear, 16 juli 1964)                                     | John Lennon, Paul McCartney                                  | John Lennon, Paul McCartney     | 2:24    |
| 3.           | "Have a Banana!" (Top Gear, 16 juli 1964)                                         |                                                              |                                 | 0:22    |
| 4.           | "I Wanna Be Your Man" (From Us to You, 30 mars 1964)                              | John Lennon, Paul McCartney                                  | Ringo Starr                     | 2:09    |
| 5.           | "Just a Rumour" (From Us to You, 30 mars 1964)                                    |                                                              |                                 | 0:20    |
| 6.           | "Roll Over Beethoven" (From Us to You, 30 mars 1964)                              | Chuck Berry                                                  | George Harrison                 | 2:17    |
| 7.           | "All My Loving" (From Us to You, 30 mars 1964)                                    | John Lennon, Paul McCartney                                  | Paul McCartney                  | 2:07    |
| 8.           | "Things We Said Today" (Top Gear, 16 juli 1964)                                   | John Lennon, Paul McCartney                                  | Paul McCartney                  | 2:18    |
| 9.           | "She's a Woman" (Top Gear, 26 november 1964)                                      | John Lennon, Paul McCartney                                  | Paul McCartney                  | 3:19    |
| 10.          | "Sweet Little Sixteen" (Pop Go the Beatles, 23 juli 1963)                         | Chuck Berry                                                  | John Lennon                     | 2:21    |
| 11.          | "1822!" (Pop Go the Beatles, 23 juli 1963)                                        |                                                              |                                 | 0:10    |
| 12.          | "Lonesome Tears in My Eyes" (Pop Go the Beatles, 23 juli 1963)                    | Johnny Burnette, Dorsey Burnette, Paul Burlison, Al Mortimer | John Lennon                     | 2:36    |
| 13.          | "Nothin' Shakin'" (Pop Go the Beatles, 23 juli 1963)                              | Eddie Fontaine, Cirino Colacrai, Diane Lampert, John Gluck   | George Harrison                 | 3:00    |
| 14.          | "Hippy Hippy Shake" (Pop Go the Beatles, 30 juli 1963)                            | Chan Romero                                                  | Paul McCartney                  | 1:50    |
| 15.          | "Glad All Over" (Pop Go the Beatles, 20 augusti 1963)                             | Aaron Schroeder, Sid Tepper, Roy C. Bennett                  | George Harrison                 | 1:53    |
| 16.          | "I Just Don't Understand" (Pop Go the Beatles, 20 augusti 1963)                   | Marijohn Wilkin, Kent Westberry                              | John Lennon                     | 2:47    |
| 17.          | "So How Come (No One Loves Me)" (Pop Go the Beatles, 23 juli 1963)                | Felice Bryant, Boudleaux Bryant                              | John Lennon, George Harrison    | 1:54    |
| 18.          | "I Feel Fine" (Top Gear, 26 november 1964)                                        | John Lennon, Paul McCartney                                  | John Lennon                     | 2:13    |
| 19.          | "I'm a Loser" (Top Gear, 26 november 1964)                                        | John Lennon, Paul McCartney                                  | John Lennon                     | 2:33    |
| 20.          | "Everybody's Trying to Be My Baby" (Saturday Club, 26 december 1964)              | Carl Perkins                                                 | George Harrison                 | 2:21    |
| 21.          | "Rock and Roll Music" (Saturday Club, 26 december 1964)                           | Chuck Berry                                                  | John Lennon                     | 2:01    |
| 22.          | "Ticket to Ride" (The Beatles Invite You to Take a Ticket to Ride, 7 juni 1965)   | John Lennon, Paul McCartney                                  | John Lennon                     | 2:56    |
| 23.          | "Dizzy Miss Lizzy" (The Beatles Invite You to Take a Ticket to Ride, 7 juni 1965) | Larry Williams                                               | John Lennon                     | 2:42    |
| 24.          | "Kansas City/Hey-Hey-Hey-Hey" (Pop Go the Beatles, 6 augusti 1963)                | Jerry Leiber, Mike Stoller / Richard Penniman                | Paul McCartney                  | 2:37    |
| 25.          | "Set Fire to That Lot!" (Pop Go the Beatles, 30 juli 1963)                        |                                                              |                                 | 0:28    |
| 26.          | "Matchbox" (Pop Go the Beatles, 30 juli 1963)                                     | Carl Perkins                                                 | Ringo Starr                     | 1:57    |
| 27.          | "I Forgot to Remember to Forget" (From Us to You, 28 maj 1964)                    | Stan Kesler, Charlie Feathers                                | George Harrison                 | 2:09    |
| 28.          | "Love These Goon Shows!" (Pop Go the Beatles, 11 juni 1963)                       |                                                              |                                 | 0:27    |
| 29.          | "I Got to Find My Baby" (Pop Go the Beatles, 11 juni 1963)                        | Chuck Berry                                                  | John Lennon                     | 1:56    |
| 30.          | "Ooh! My Soul" (Pop Go the Beatles, 27 augusti 1963)                              | Richard Penniman                                             | Paul McCartney                  |         |
| 31.          | "Ohh! My Arms" (Pop Go the Beatles, 27 augusti 1963)                              |                                                              |                                 |         |
| 32.          | "Don't Ever Change" (Pop Go the Beatles, 27 augusti 1963)                         | Gerry Goffin, Carole King                                    | Paul McCartney, George Harrison | 2:03    |
| 33.          | "Slow Down" (Pop Go the Beatles, 20 augusti 1963)                                 | Larry Williams                                               | John Lennon                     | 2:36    |
| 34.          | "Honey Don't" (Pop Go the Beatles, 3 september 1963)                              | Carl Perkins                                                 | John Lennon                     | 2:11    |
| 35.          | "Love Me Do" (Pop Go the Beatles, 23 juli 1963)                                   | John Lennon, Paul McCartney                                  | John Lennon, Paul McCartney     |         |
| Total längd: | Total längd:                                                                      | Total längd:                                                 | Total längd:                    | 2:00:58 |

### 2013-års version
Inför utgivning av albumet On Air – Live at the BBC Volume 2 valde man att återutge Live at the BBC och valde samtidigt att göra mindre förändringar i hur albumet såg ut. På sida ett valde man att lägga till pratspåret "What is it, George?" mellan sångerna "Carol" och "Soldier of Love", och på sida två ersatte man pratspåret "Have a Banana!" med "Ringo? Yep!" samt lade till "From Us to You" som sista sång på albumet.
- Pratspår är markerade i kursiv text.

| 17. | "What is it, George?" (Pop Go the Beatles, 16 juli 1963) | 0:31 |

| 3.           | "Ringo? Yep!" (From Us to You, 30 mars 1964)    |                             |                             | 0:14    |
| 36.          | "From Us to You" (From Us to You, 30 mars 1964) | John Lennon, Paul McCartney | John Lennon, Paul McCartney | 0:38    |
| Total längd: | Total längd:                                    | Total längd:                | Total längd:                | 2:15:51 |

## Medverkande
- John Lennon – sång, kompgitarr, sologitarr, munspel, orgel
- Paul McCartney – sång, basgitarr, elpiano
- George Harrison – sång, sologitarr, kompgitarr
- Ringo Starr – sång, trummor